# セブンアップ (飲料)

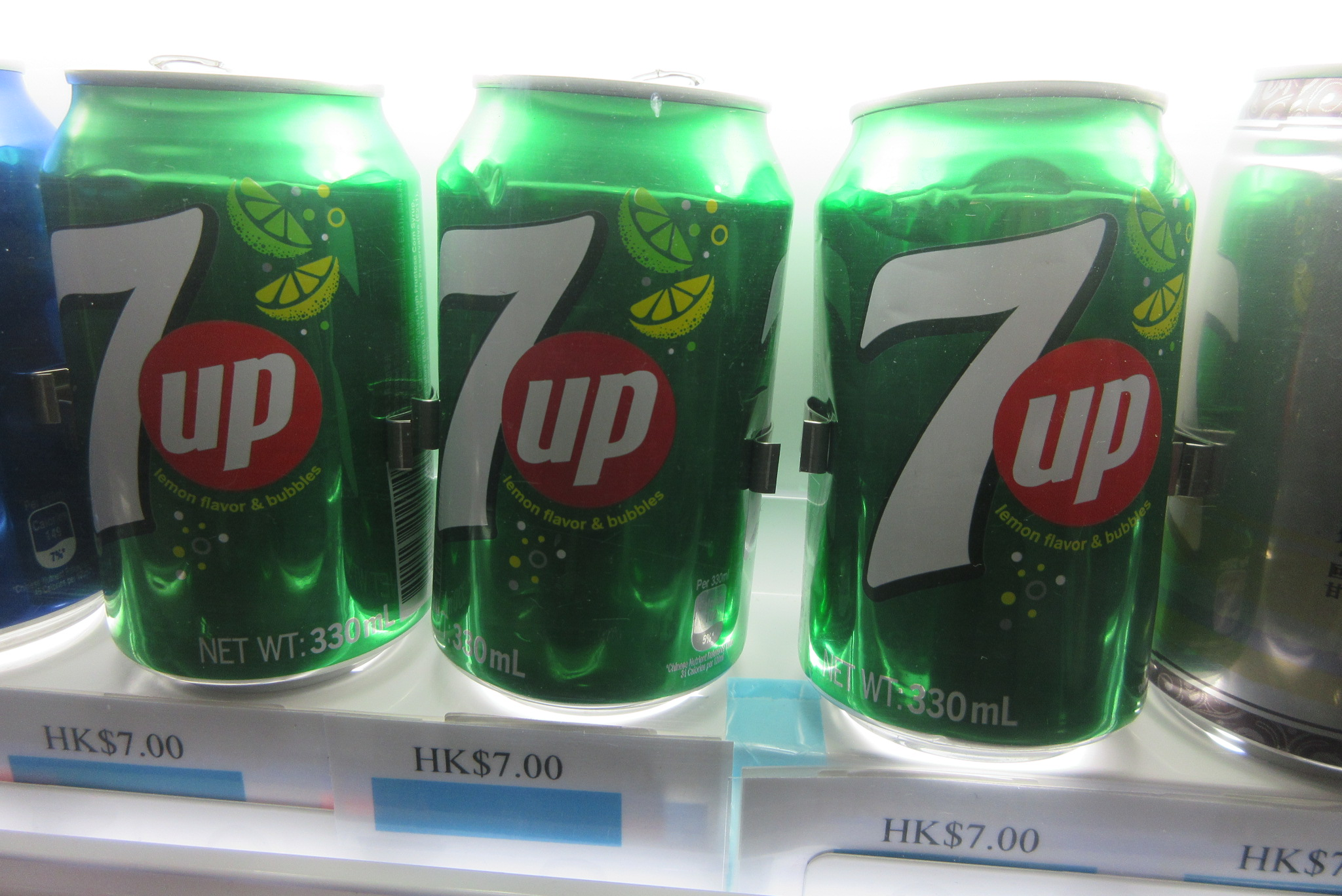
セブンアップ

セブンアップ（7 Up）は、レモン風味のソフトドリンクブランド。

## 概説
セブンアップのブランドは、現在はドクターペッパー・スナップル・グループ（Dr Pepper Snapple Group Inc.）によって所有されている。販売手はアメリカやイギリスではブリトヴィック、アイルランドではC&C、その他の国ではペプシコである。
日本ではサントリーフーズが販売していたが、2021年1月に一般消費者向けの製造と販売を終了した。
モットーは「100%、自然」であり、炭酸や糖分のほかは、なるべくフルーツなどの材料を使うようにしている。
また、7UPの赤い丸からクール・スポットという名前のサングラスを掛けた赤くて丸い姿をしたマスコットキャラクターがおり、このキャラクターを使ったTVゲームも幾つか出ている。因みに1950年代の7UPのマスコットキャラクターはフレッシュアップ・フレディ（Fresh-Up Freddie）という名前のオンドリをモチーフにしたキャラクターで、ディズニーによってコマーシャルが制作され、ディズニーはこのキャラクターに『三人の騎士』のパンチートの様な外観のキャラクターを与えた。なお、このキャラクターは1957年のTVシリーズ『怪傑ゾロ』にも出演している。1980年代後半から1990年代初期にはファイド・ダイドという名前の漫画のキャラクターを制作し、クール・スポットが7UPのマスコットになる前まで、7UPのマスコットとしてTVコマーシャルなどで使用されていた。

## 名前の由来
名前の由来については定かではない。「Up」は新発売された1920年代から成分が変更される1950年代まで、精神昂揚作用のあるクエン酸リチウムが添加されていたためであるが、「7」については、販売時のボトルが7オンスだった、創造者がさいころを振っていたときに名前を思いついた、レモンを含む飲料を製造している会社としては7番目に規模が大きいからなど、諸説ある。

## 日本における展開

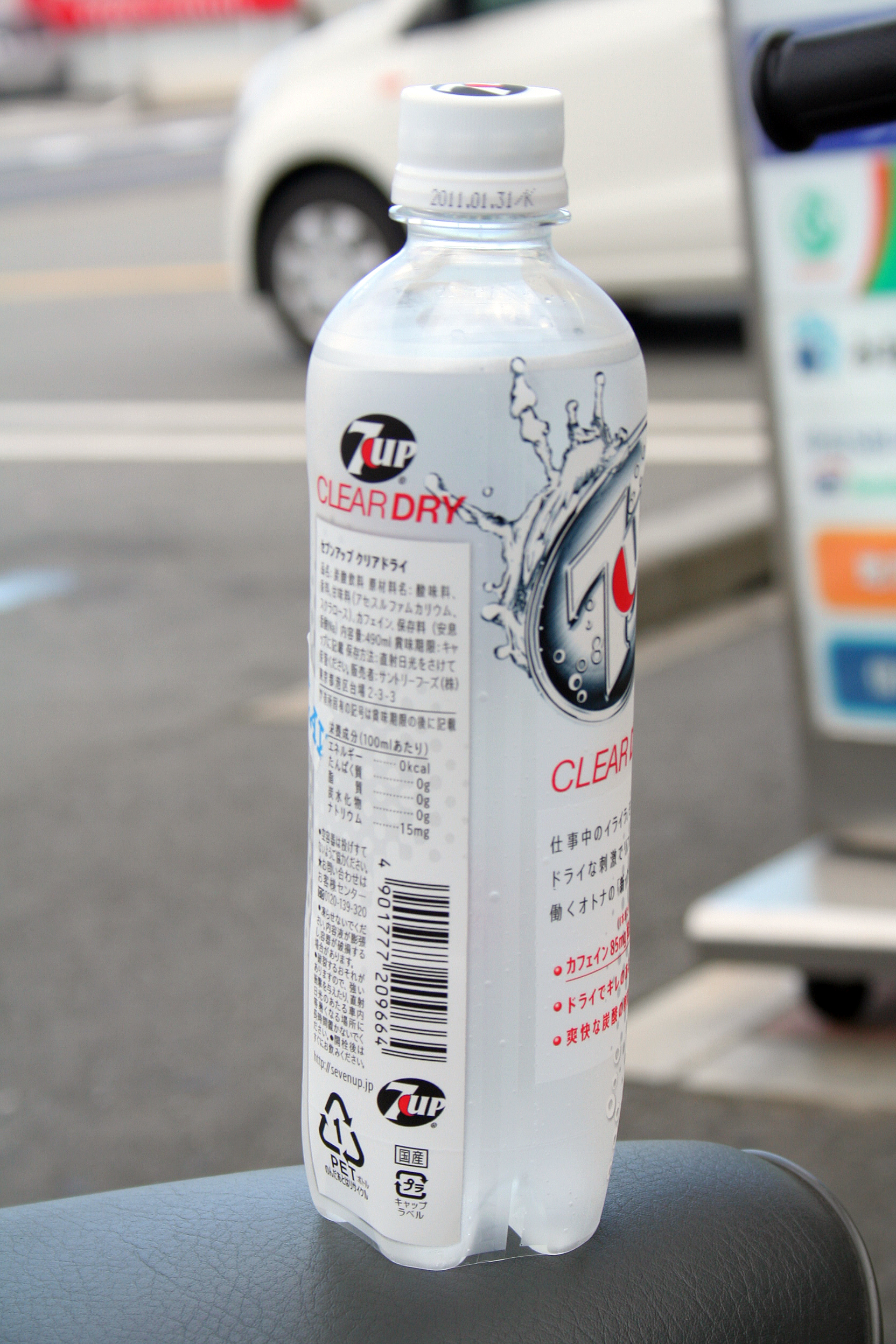
ペットボトルで販売されているセブンアップのクリアドライ。

- 1957年 日本セブンアップ飲料設立。セブンアップの販売開始。当初は宝酒造との合弁であった。
- 1961年 セブンアップ飲料（関西）（現・チェリオコーポレーション）設立。以後セブンアップ飲料（中部）、セブンアップ飲料（北部九州）、セブンアップ飲料（沖縄）等全国にボトラーが設立される。
- 1963年 ファンタの成功を見て、アメリカで販売されていた果実フレーバー炭酸飲料のハウディを日本市場向けに改名したチェリオ発売。
- 1976年 ペプシボトラーの伊藤忠飲料の会社解散に伴い、セブンアップ飲料（関西）が新たに関西地区でのペプシコーラボトラーとなる。これに伴いライバル製品であったミリンダとチェリオが同じ会社で販売されるが、ミリンダが果汁入りに変更されたため製品の住み分けができた。
- 1976年 セブンアップ飲料（北部九州）が経営難で和議申請。再建できず会社清算へ。
  - なお、北九州市小倉南区にあった同社工場は、再開発により徳力アピロスとなったが2009年に閉店。解体・建て替え後の2012年にサンリブを核店舗とするサンリブもりつねとなっている。
- 1986年 セブンアップの海外における販売権を親会社であるフィリップモリスがペプシコへ売却。これに伴い日本国内でのセブンアップの販売がペプシコに移ることとなり、国内のセブンアップボトラーはチェリオメインの会社に衣替えを迫られることになった。ただし沖縄だけはセブンアップ飲料（沖縄）が継続して販売をすることとなり、沖縄県内にはセブンアップとチェリオ両方のロゴをあしらった自動販売機が設置されていた。
- 1992年 北海道地区で新セブンアップのテスト販売を開始。
- 1993年 セブンアップの販路拡大のため、味のリニューアル及び大規模な宣伝活動を展開。イメージキャラクターにはファイド・デイドを起用。
- 1994年以降 レモンライム風味以外に様々な味のセブンアップを販売開始。
- 1998年 サントリー（現・サントリーホールディングス）が日本国内でのペプシコーラ製品の販売権を取得。セブンアップもサントリーの自販機で販売されることに。
- 2007年7月 パッケージを今までのグリーンから白を基調にしたものへ変更し、中身もよりすっきりとした味に変更。合わせて500ml PETボトルの販売開始。
- 2010年7月 カロリーゼロでカフェインを配合した「セブンアップ クリアドライ」を発売（490ml PETボトルは8月に発売）。
- 2011年7月 「セブンアップ クリアドライ」をリニューアル。パッケージを変更するとともに、ドライでキレのある刺激的な味わいを強化。容器展開も一部見直され、350ml缶を廃止する替わりに、1.5L PETボトルを追加（発売時は490ml PETボトルのみ、1.5L PETボトルは3週間後に発売）。
- 2012年2月 一旦販売を終了していた「セブンアップ」のPETボトル入りの販売を再開。今回は「セブンアップ クリアドライ」と同じスリム形状の490ml PETボトルで、パッケージも350ml缶と異なり、従来からのグリーンを基調としたものとなる。
- 2012年5月 カロリーゼロ・カフェイン配合の「セブンアップ ストロングドライ」を発売。本品は「セブンアップ クリアドライ」の実質的な後継商品である。
- 2013年1月 パッケージリニューアル。海外でブランドロゴが変更されたことを受けたもので、従来からのグリーン基調をベースに黄色を配した爽やかな印象のデザインとなった。パッケージリニューアルに併せて、一旦販売を終了していた490ml PETボトルを再設定した。
- 2014年4月 490ml PETボトルの製造を終了した。
- 2015年5月 490ml PETボトルをパッケージリニューアルの上再発売。350ml缶とデザインが異なり、世界展開しているブランドロゴのデザインをベースに、ブランドカラーである緑の背景に黄色のアクセントを配した日本独自のラベルデザインとなった。
- 2021年1月 350ml 缶の製造を終了したことが同年6月にJ-CASTニュースによる取材で明らかとなった。飲食店向けのドリンクバー用製品の生産と販売は継続する[2]。

## 関連項目

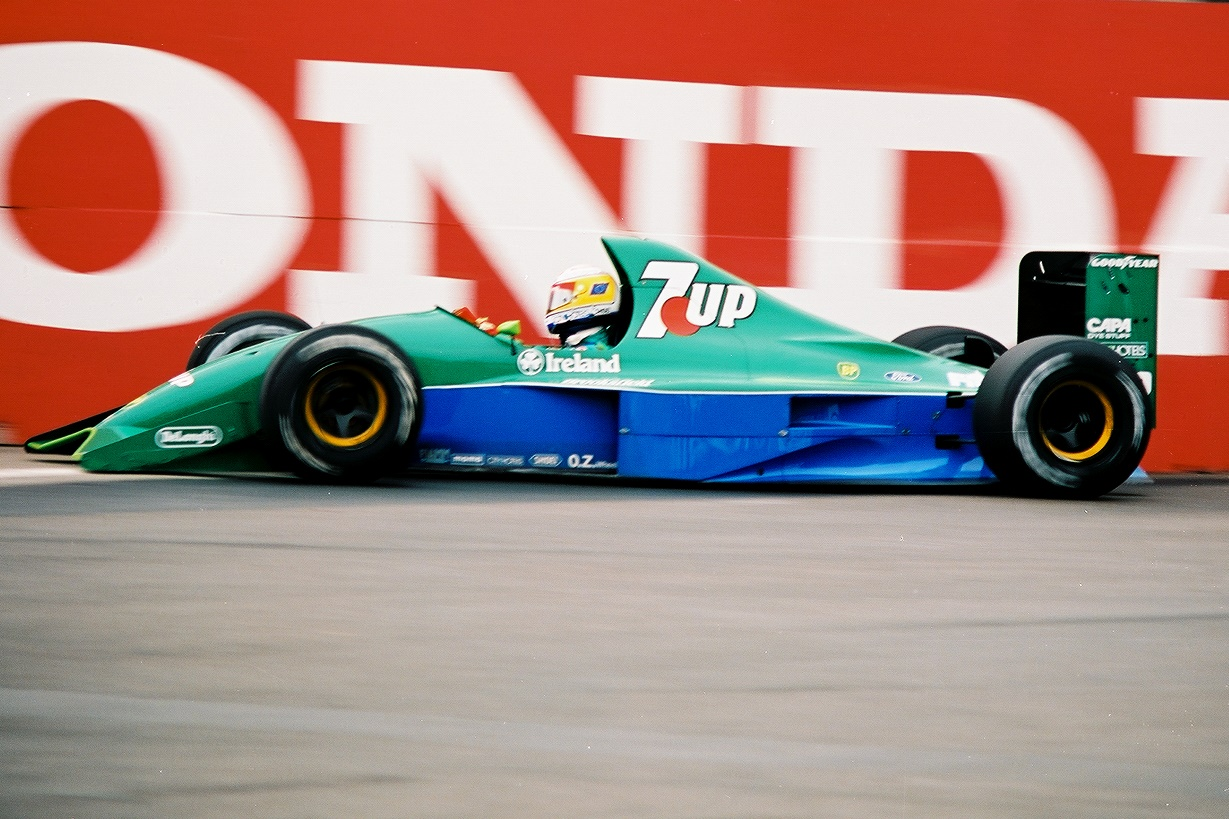
セブンアップカラーのジョーダン・191